# Bismula
Bismula es una freguesia portuguesa del concelho de Sabugal, con 15,44 km² de superficie y 198 habitantes (2001). Su densidad de población es de 12,8 hab/km².